# Saint-Rémy-des-Landes
Saint-Rémy-des-Landes ist eine Ortschaft im französischen Département Manche in der Normandie. Die bisher eigenständige Gemeinde wurde mit Wirkung vom 1. Januar 2016 mit Baudreville, Bolleville, Glatigny, La Haye-du-Puits, Mobecq, Montgardon, Saint-Symphorien-le-Valois und Surville zur Commune nouvelle La Haye zusammengelegt.

## Lage
Saint-Rémy-des-Landes liegt auf der Halbinsel Cotentin. Im Grenzbereich zu Surville bzw. im Südwesten der Commune déléguée liegt eine Bucht des Ärmelkanals. Nachbarorte sind Denneville im Norden, Baudreville im Osten und Surville im Süden.

## Bevölkerungsentwicklung
| Jahr      | 1962 | 1968 | 1975 | 1982 | 1990 | 1999 | 2008 | 2015 |
| --------- | ---- | ---- | ---- | ---- | ---- | ---- | ---- | ---- |
| Einwohner | 287  | 275  | 236  | 208  | 223  | 216  | 211  | 217  |

## Sehenswürdigkeiten

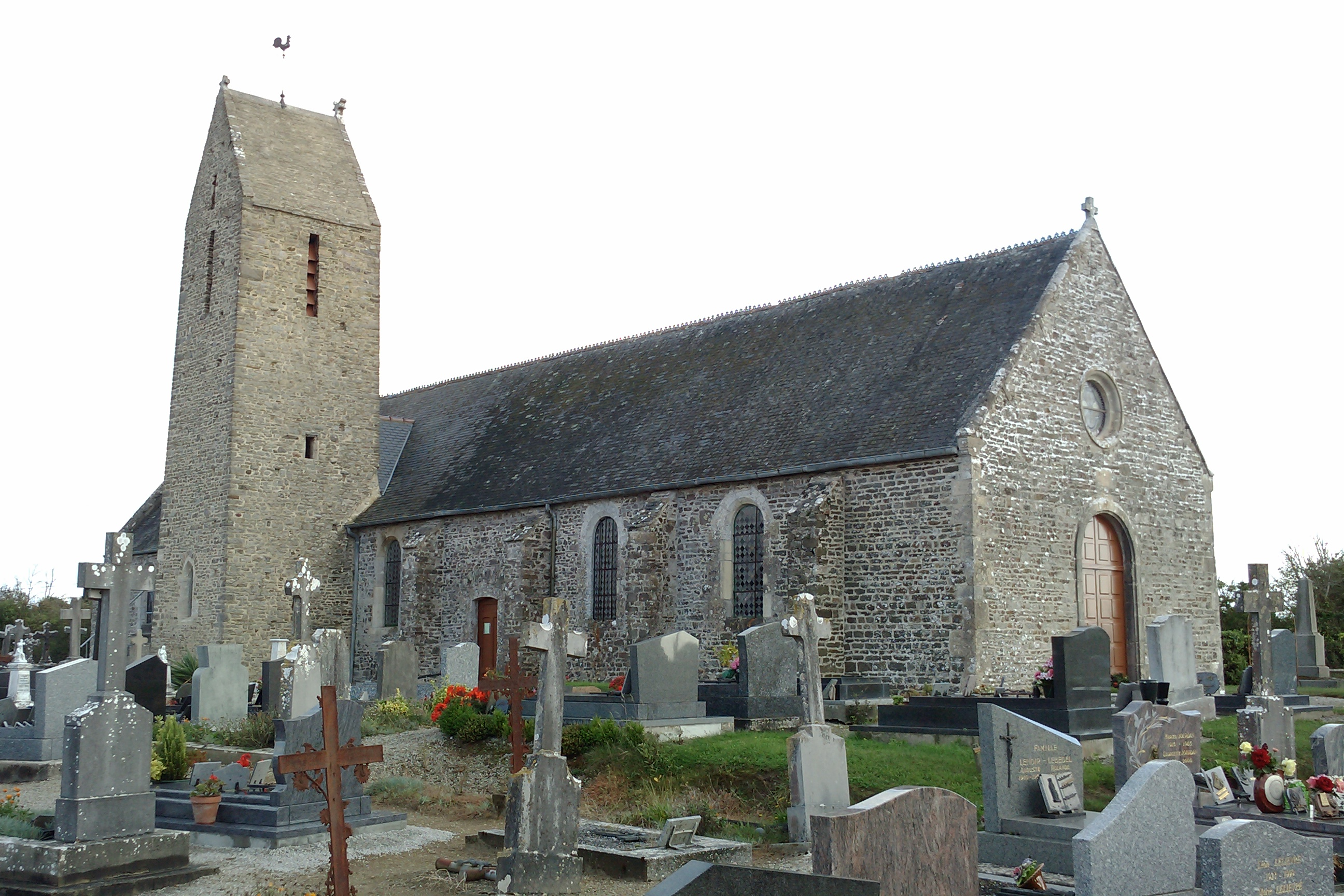
Kirche Saint-Rémy

- Kirche Saint-Rémy